# Субдиалект салат
Субдиалект салат центральнокаталанского диалекта каталанского языка (кат. català salat или кат. parlar salat) — субдиалект каталанского языка, на котором говорят в нескольких комарках автономного сообщества Каталония: Баш-Эмпорда, Альт-Эмпорда и Сельва.
Самая главная черта этого говора — употребление определенных артиклей sa, so, s', ses вместо la, el/lo, l', les — встречается и в других каталанских землях: в муниципалитетах Тарбена и Валь-де-Гальинера (см. Субдиалект Тарбены и Валь-де-Гальинеры), в Валенсии и на Балеарских островах, кроме муниципалитета Польенса.
Этот субдиалект является частью центральнокаталанского диалекта, который входит в число восточных говоров каталанского языка.
Субдиалект салат из района Эмпорда (сейчас это две комарки — Баш-Эмпорда и Альт-Эмпорда) стал базой для формирования балеарского диалекта, поскольку переселение каталаноязычных на Балеарские острова шло именно из этих районов

## Главные особенности
Черты, которые объединяют субдиалект салат с основным массивом центральнокаталанского диалекта и другими субдиалектами этого же диалекта (то есть те черты, которые отличают этот субдиалект от литературного произношения):
- произношение нейтрального [ə] как [a],
- не произносится начальное f- (ferma произносится как ['eɾma]),
- произношение некоторых слов отличается от нормативного (варианты numés / dumés — «только»),
- множественное число некоторых слов формируется не по правилам (литературное boscs — «леса», в диалекте boscos, читается ['boskus])

Оригинальные черты субдиалекта салат:
- самая главная черта — употребление es вместо el, в том числе и в таких формах, как as (вместо al),
- хотя [β] чаще всего произносится как [b], особенно в начале слова, в субдиалекте салат иногда произносится [v], особенно в формах слова anar «идти» и «хотеть»,
- группа -ble произносится как [pła] (в отличие от других районов распространения центральнокаталанского диалекта, где эта группа произносится как [b:ła]),
- конечное -lls [λɕ] переходит в -ls [łs],
- постоянное употребление разговорной формы для построения предложения (вместо va dir el pare — дословно «сказал отцу» «ba dil’li’n al seu para» — дословно «сказал это ему, своему отцу»),
- слияние гласных в сочетание со словом «ja» — «jès» вместо «ja és»,
- произношение некоторых слов отличается не только от нормативного, но и от произношения основного массива центральнокаталанского диалекта (on — «где» — читается как «anunta / unta», в отличие от диалектного произношения в других районах распространения центральнокаталанского диалекта ón / ónta / auón),
- в слабых местоимениях конечное [ə] сохраняется,
- «Ваш» / «твой» заменяется притяжательным местоимением «свой» («la seua’réncia» вместо «la vostra herència»),
- Использование формы «lu que» вместо «el que» в значении «то, что …» («lu ca ma toqui» вместо «el que em toqui» — «то, что мне принадлежит»),
- «quant» произносится как «con»,
- в выражении «много чего» появляется дополнительное ненормативное de («mols de rius» вместо «molts rius»)

## Артикль «салат»

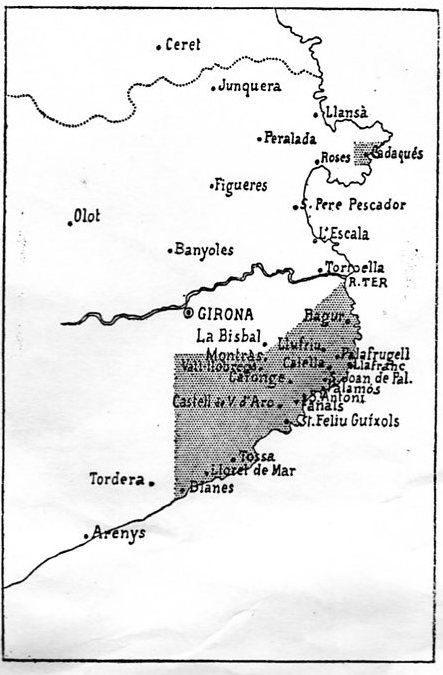
Распространённость артикля «салат» в окрестностях Жироны, 1918 год

На побережье Коста-Брава и на Балеарских островах наряду со стандартной формой определённого артикля употребляется другая форма, которая называется «salat» (это название состоит из стандартной формы определённого артикля женского рода единственного числа la и его местной формы sa)
| Число    | Мужской род               | Женский род |
| -------- | ------------------------- | ----------- |
| Ед. ч.   | es, so (после amb), s'    | sa, s'      |
| Множ. ч. | es / ets, sos (после amb) | ses         |

Нормативными формами определённого артикля являются:
| Число    | Мужской род | Женский род |
| -------- | ----------- | ----------- |
| Ед. ч.   | el, l'      | la, l'      |
| Множ. ч. | els         | les         |

Хотя в большинстве регионов каталонских земель артикль «салат» сейчас не употребляется, остались многочисленные топонимы, где есть этот артикль: Сан-Жоан-Деспи (кат. Sant Joan Despí от des Pi), Соливелья (кат. Solivella от s’Olivella), Сан-Льоренс-Саваль (кат. Sant Llorenç Savall от sa Vall), Серра-да-Санферм (кат. Serra-de-Senferm от s’Enferm), Сан-Эстеве-Сесровирес (кат. Sant Esteve Sesrovires от ses Rovires) и т. д. В Валенсии также есть такие топонимы, как Силья (кат. Silla от s’Illa)